# Doblea
Doblea – wieś w Rumunii, w okręgu Ardżesz, w gminie Albeștii de Argeș. W 2011 roku liczyła 300 mieszkańców.